# Amphilimna
Famille
Genre
Amphilimna  est un genre d'ophiures (animaux marins ressemblant à des étoiles de mer souples), le seul de la famille des Amphilimnidae.

## Liste des espèces
Selon World Register of Marine Species (6 mars 2015) :
- Amphilimna cribriformis A.M. Clark, 1974
- Amphilimna granulosa Liao, 1989
- Amphilimna mirabilis (H.L. Clark, 1941)
- Amphilimna multispina Koehler, 1922
- Amphilimna nike Schoener, 1967
- Amphilimna olivacea (Lyman, 1869)
- Amphilimna polyacantha Liao, 1983
- Amphilimna sinica Liao, 1989
- Amphilimna tanyodes Devaney, 1974
- Amphilimna transacta (Koehler, 1930)
- Amphilimna valida (Clark, 1939)

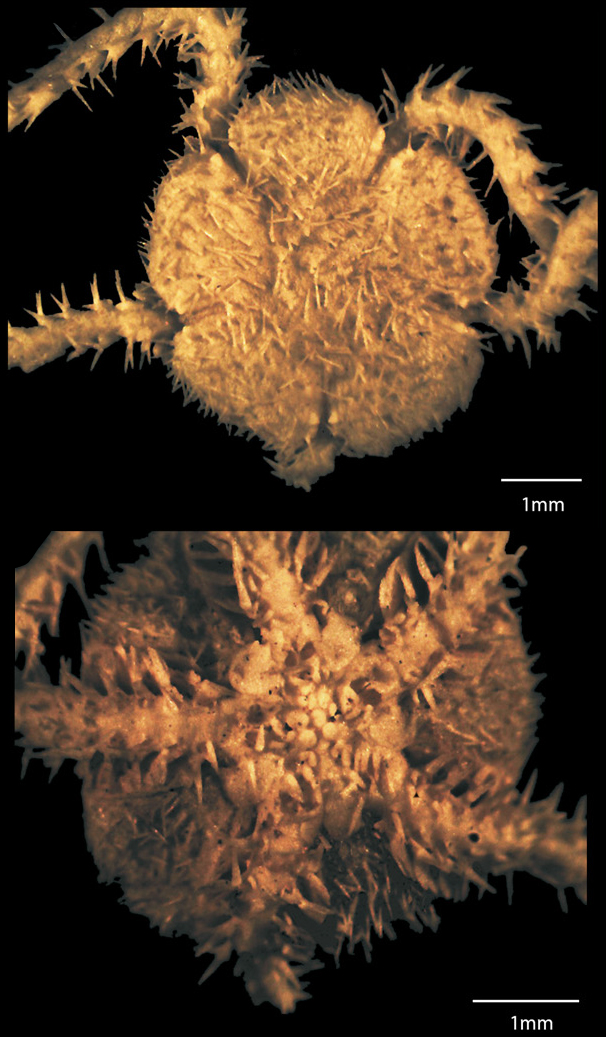
Amphilimna cribriformis.
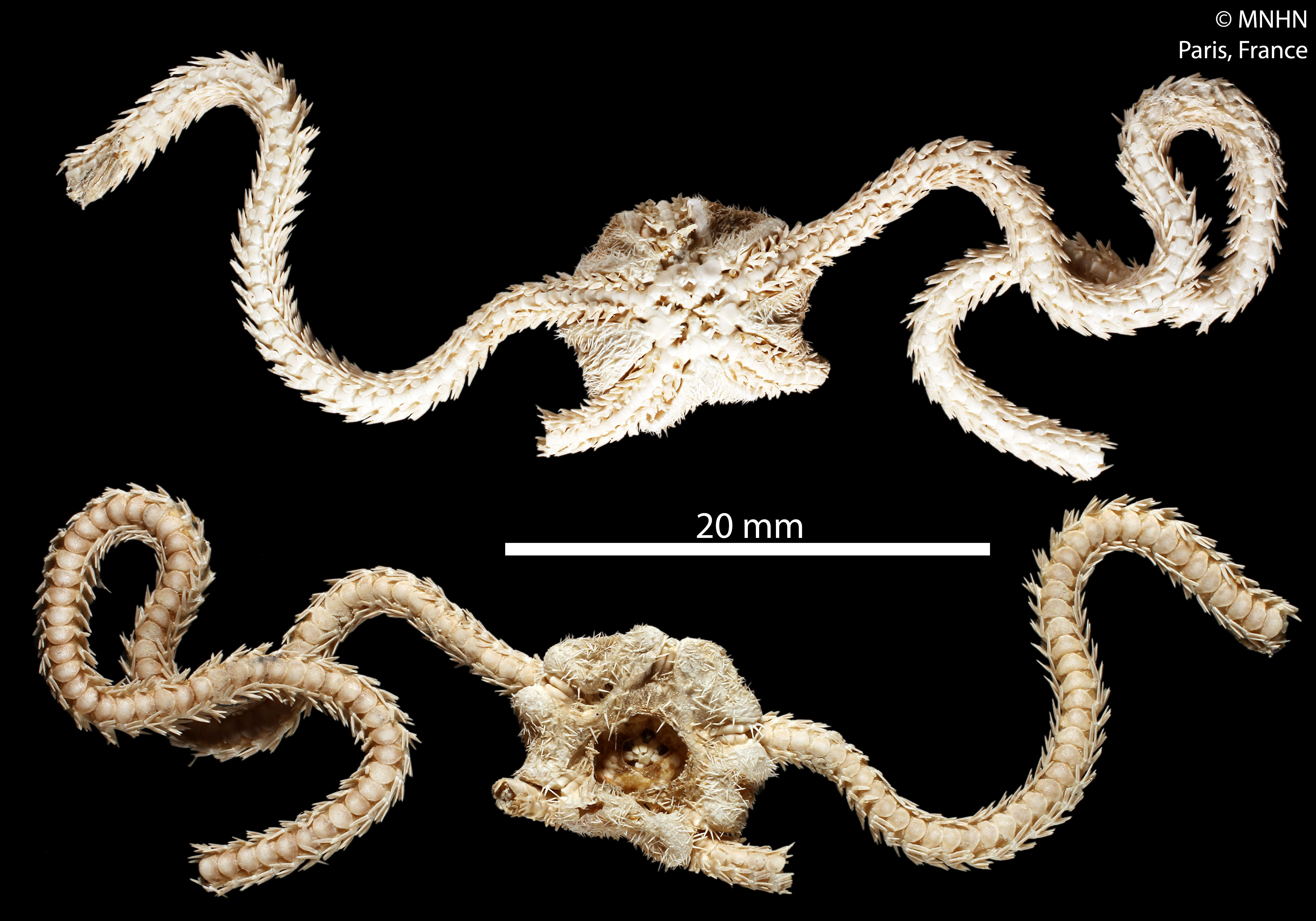
Amphilimna multispina.
Amphilimna transacta